# Ḽ
Cette page contient des caractères spéciaux ou non latins. S’ils s’affichent mal (▯, ?, etc.), consultez la page d’aide Unicode.
Ḽ (minuscule : ḽ), appelée L accent circonflexe souscrit, est un graphème utilisé dans l’alphabet venda comme lettre à part entière. Il s’agit de la lettre L diacritée d'un accent circonflexe souscrit.

## Utilisation
En venda ‹ ḽ › représente une consonne spirante latérale dentale voisée /l̪/.

## Représentations informatiques
Le L accent circonflexe souscrit peut être représenté avec les caractères Unicode suivants :
- précomposé (latin étendu additionnel)[1] :

| formes    | représentations | chaînes de caractères | points de code | descriptions                                          |
| --------- | --------------- | --------------------- | -------------- | ----------------------------------------------------- |
| majuscule | Ḽ               | Ḽ                     | U+1E3C         | lettre majuscule latine l accent circonflexe souscrit |
| minuscule | ḽ               | ḽ                     | U+1E3D         | lettre minuscule latine l accent circonflexe souscrit |

- décomposé (latin de base, diacritiques) :

| formes    | représentations | chaînes de caractères | points de code | descriptions                                                      |
| --------- | --------------- | --------------------- | -------------- | ----------------------------------------------------------------- |
| majuscule | Ḽ               | L◌̭                    | U+004C U+032D  | lettre majuscule latine l diacritique accent circonflexe souscrit |
| minuscule | ḽ               | l◌̭                    | U+006C U+032D  | lettre minuscule latine l diacritique accent circonflexe souscrit |